# Константиноградовка (Стерлітамацький район)
Константиногра́довка (рос. Константиноградовка, башк. Константиноградовка) — присілок у складі Стерлітамацького району Башкортостану, Росія. Входить до складу Константиноградовської сільської ради.
Населення — 515 осіб (2010; 516 в 2002).
Національний склад:
- росіяни — 51%